# Gaëlle Thalmann
Pour les articles homonymes, voir Thalmann.
Gaëlle Thalmann, née le 18 janvier 1986 à Bulle en Suisse, est une ancienne footballeuse internationale suisse. Elle évoluait au poste de gardienne de but.

## Biographie
Gaëlle Thalmann naît le 18 janvier 1986 à Bulle, d'un père suisse et d'une mère italienne.
Elle obtient un bachelor en histoire, langue et littérature allemande à l'université de Fribourg puis un master en histoire à l'université de Hambourg

## Carrière

### Les débuts de footballeuse (1986-2003)
Gaëlle Thalmann découvre le football en jouant avec les copains de son quartier et commence à évoluer en club avec le FC Bulle à l'âge de neuf ans, dans une équipe de garçons entraînée par son père. Après des débuts au poste d'attaquante, elle remplace le gardien de l'équipe qui a voulu arrêter.
Elle rejoint sa première équipe entièrement féminine à l'âge de quatorze ans, alors qu'elle ne connaît rien du football féminin. En 2002, elle intègre l'équipe féminine du FC Vétroz, qui milite en Ligue nationale B, la deuxième division suisse, tout en s'entraînant avec les juniors du FC Bulle. La même année, elle reçoit sa première convocation en équipe de Suisse des moins de 19 ans,.

### Les débuts en LNA (2003-2008)
Par ses performances, Gaëlle Thalmann intéresse les clubs de Ligue nationale A (LNA), la première division suisse, et rejoint le club du FC Rot-Schwarz Thoune  en 2003. À cause d'une déchirure des ligaments croisés, elle rate toute la deuxième partie de saison. Son équipe est reléguée, mais Gaëlle Thalmann trouve une place au FC Zuchwil. Elle décroche un premier titre de championne de Suisse avec le club soleurois. Elle rejoint ensuite le FC Lucerne, qui milite en LNA, en 2006, sans gagner de titre.

### À la découverte de la Bundesliga (2008-2012)
En 2008, elle tente sa chance en Bundesliga en s'engageant avec le 1. FFC Turbine Potsdam, après un test réussi. Dès sa première saison, elle remporte le titre de championne d'Allemagne.

### Un nouveau titre en Italie
Après le titre de championne d’Allemagne en 2009 avec Potsdam, Gaëlle Thalmann ajoute, en mai 2013, le scudetto italien à son palmarès, qu’elle remporte avec son club de Torres Calcio Femminile. Le club sarde fête ainsi son quatrième titre national consécutif.

### Retour en Suisse
Le 31 juillet 2019, elle signe au Servette Chênois, club de LNA en Suisse. Elle y décroche le premier titre de l'histoire du Servette en 2021.

### Départ pour l'Espagne
Le 29 juillet 2021, elle rejoint le Real Betis Balompié.

### Équipe nationale
Gaëlle Thalmann est sélectionnée pour la première fois le 23 mars 2005 lors d'un match face à la Belgique et joue son premier match pour la Suisse le 17 juin 2007 face à la Suède. La Fribourgeoise s’est finalement imposée pendant une décennie, comme titulaire incontestable de la formation nationale avant de prendre sa retraite internationale. Elle aura en tout cumulé 109 sélections et défendu les buts suisses pendant 9’241 minutes.
Avant la coupe du monde 2023, elle annonce prendre sa retraite à l'issue de la compétition. Elle joue son dernier match lors du huitième de finale face à l'Espagne à l'Eden Park d'Auckland
.